# Amblycera
Sous-ordre

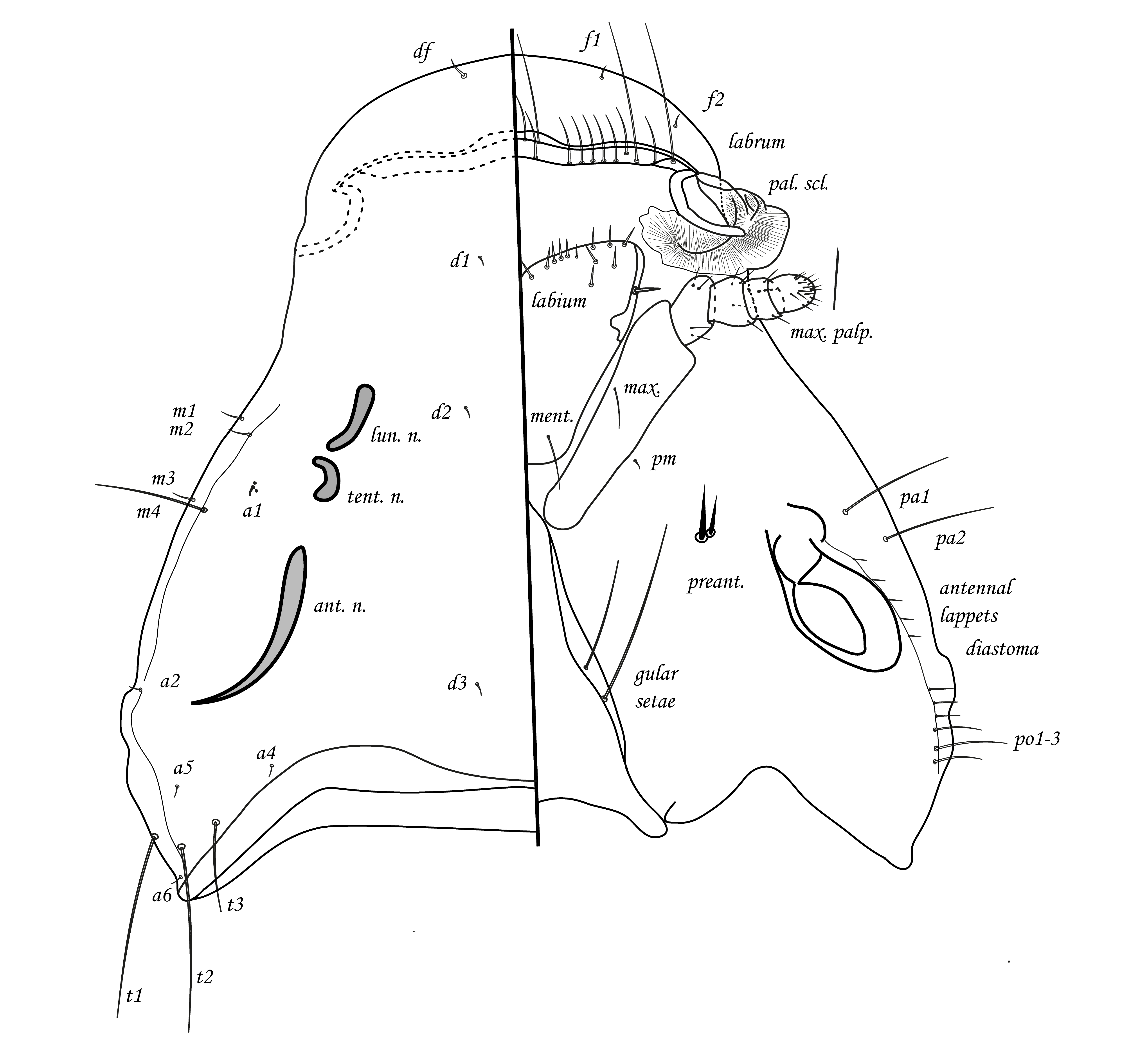
Tête de Ricinus vaderi (Ricinidae), un parasite de l'Alouette calandre

Le sous-ordre des Amblycera regroupe des poux parasites hématophages des oiseaux et des mammifères. On les considère comme portant les caractères les plus primitifs chez les poux. Ils errent librement à la surface de leur hôte et, contrairement aux autres poux, ne se fixent pas d'une manière permanentes sur leur hôte. Ils s'alimentent en mâchant des zones de la peau, provoquant un saignement localisé où ils boivent.

## Liste des familles
Selon ITIS:
- famille Boopiidae
- famille Gyropidae
- famille Laemobothriidae
- famille Menoponidae
- famille Ricinidae
- famille Trimenoponidae